# TSV 1894 Stettin
Der TSV 1894 Stettin war ein deutscher Sportverein aus Stettin.

## Geschichte
Der TSV nahm in der Saison 1943/44 an der 1. Klasse Pommern teil. In der Kreisgruppe C, in der der Verein eingeordnet wurde, belegte die Mannschaft nach der Saison mit 36:12 Punkten den dritten Platz. Zur neuen Saison wurden alle Vereine die noch am Spielbetrieb teilnehmen konnten in die Gauliga Pommern eingeteilt und dort in sogenannte Sportkreisgruppen eingeteilt. Die Gruppe Stettin des Abschnitt West wurde dem TSV zugeteilt. Nachdem der Verein sieben Spiele gespielt hatte, wurde der Spielbetrieb abgebrochen. Zu diesem Zeitpunkt hatte die Mannschaft 8:6 Punkte gesammelt und befand sich auf dem zweiten Tabellenplatz.
Der Feldhandball-Abteilung des TSV 1894 Stettin gelang zur Spielzeit 1936/37 der Aufstieg in die erstklassige Handball-Gauliga Pommern.
Spätestens am Ende des Zweiten Weltkriegs wurde der Verein aufgelöst.